# Зейфарт, Александр Александрович
Александр Александрович Зейфарт (28 апреля 1835 — 28 ноября 1918) — генерал от инфантерии российской императорской армии.

## Биография
Родился 28 апреля 1835 года в дворянской семье лютеранского вероисповедания. Отец — генерал-майор Александр Иванович Зейфарт (1799–1860), мать — Марианна Богдановна, урожд. Тизенгаузен (1807–1885), дочь генерал-майора, участника Отечественной войны 1812 года и Заграничных походов 1813—1814 годов барона Б.К.Тизенгаузена.
Получил образование в 1-м кадетском корпусе. 
В императорской армии с 13 августа 1852 года, был прапорщиком в лейб-гвардейском Егерском полку. Участвовал в Крымской войне. 14 апреля 1854 года стал подпоручиком, 6 декабря 1855 года стал поручиком. В 1857 году окончил Николаевскую академию Генерального штаба и Николаевскую инженерную академию по первому разряду. С 14 декабря того же года преподаватель в Николаевской академии Генерального штаба по черчению и съемки. В этой должности находился более 50 лет. С 17 января 1858 года капитан Генерального штаба, с 30 августа 1861 года подполковник, с 30 августа 1865 года полковник, с 6 декабря 1894 года генерал-майор. В день пятидесятилетнего юбилея службы в армии учениками и коллегами Александра Зейфарта, был основан фонд имени Александра Зейфарта для награждения ежегодной премией офицера, проявившего лучшие навыки в съёмках и черчении. С 26 ноября 1907 года генерал-лейтенант. 26 ноября 1909 года стал почётным членом Конференции Академии Генерального штаба. 27 ноября 1909 года стал заслуженным преподавателем съемки и черчения Академии Генерального штаба. С марта 1914 года по февраль 1915 года — исполняющий должность начальника Николаевской академии Генерального штаба.
24 мая 1917 года был произведён в чин генерала от инфантерии и уволен от службы за болезнью. Скончался 28 ноября 1918 года в Петрограде. Был похоронен на кладбище при Новодевичьем монастыре.

## Семья
Жена — Екатерина Петровна, урожд. Струбинская (1839−1912). Похоронена на кладбище при Новодевичьем монастыре.
- Екатерина (ум. в детстве)
- Мария (ум. в детстве)
- Александра (ум. в детстве)
- Сергей (1864−1941, ум. в блокаду[3]). Окончил Императорское училище правоведения в 1886 году[4], юрист, член Санкт-Петербургской судебной палаты
- Иван (1865—?). Окончил Императорское училище правоведения.
- Надежда (в замуж. Черносвитова; 1870—?). Ее муж (с 1890) — политический деятель, депутат Государственной Думы Кирилл Кириллович Черносвитов, расстрелян в 1919 году в Бутырской тюрьме. Их дети: 
  - Кирилл (1891—1939). В 1916—1917 годах — сотрудник филиала Русско-Азиатского банка в Шанхае (Китай).  Капрал Шанхайского русского полка. Умер 19 января 1939 года в Шанхае[5].
  - Надежда (1892—1920), первая жена академика Петра Леонидовича Капицы.
- Вера (1870—?). Ее муж — промышленник и финансист Алексей Иванович Путилов
- Александр (1875—?)

По состоянию на 1911 года имел пятерых детей.

## Награды
- Орден Святого Владимира II степени (13 августа 1912)[1][2];
- Орден Святого Владимира III степени (1884)[6][1][2];
- Орден Святого Владимира IV степени (1880)[6][1][2];
- Орден Святой Анны I степени (1902)[6][1][2];
- Орден Святой Анны II степени (1978)[6][1][2];
- Орден Святой Анны III степени (1865)[6][1][2];
- Орден Святого Станислава I степени (1896)[6][1][2];
- Орден Святого Станислава II степени (1871) с императорской короной (1873)[6][1][2];
- Орден Святого Станислава III степени[2];
- Знак отличия за LX лет беспорочной службы[1].